# Південний Ємен на літніх Олімпійських іграх 1988
Південний Ємен брав участь в літніх Олімпійських іграх 1988 року в Сеулі. Це єдина поява країни на Іграх, пізніше Південний Ємен об'єднався з Північним Єменом і країна почала виступати на Олімпіадах як єдина нація. На Іграх в Сеулі Південний Ємен представляли 5 спортсменів, які виступали у змаганнях з легкої атлетики і боксу.

## Бокс
Спортсменів — 2
| Спортсмен           | Категорія | 1/32 фіналу          | 1/16 фіналу          | 1/8 фіналу           | 1/4 фіналу           | Півфінал             | Фінал                |
| Спортсмен           | Категорія | Суперник і результат | Суперник і результат | Суперник і результат | Суперник і результат | Суперник і результат | Суперник і результат |
| ------------------- | --------- | -------------------- | -------------------- | -------------------- | -------------------- | -------------------- | -------------------- |
| Мохамед Махфуд Саєд | 51 кг     | -                    | Еммануель Нсубуга    | Не пройшов           | Не пройшов           | Не пройшов           | Не пройшов           |
| Алі Мохаммед Джафер | 57 кг     | Ванчай Понгсрі       | Не пройшов           | Не пройшов           | Не пройшов           | Не пройшов           | Не пройшов           |

## Легка атлетика
Спортсменів — 3
Чоловіки
| Спортсмен            | Вид    | Забіг     | Забіг | Чвертьфінал | Чвертьфінал | Півфінал   | Півфінал   | Фінал      | Фінал      |
| Спортсмен            | Вид    | Результат | Місце | Результат   | Місце       | Результат  | Місце      | Результат  | Місце      |
| -------------------- | ------ | --------- | ----- | ----------- | ----------- | ---------- | ---------- | ---------- | ---------- |
| Ехаб Ахмед Фуад Нагі | 100м   | 11,53     | 8     | Не пройшов  | Не пройшов  | Не пройшов | Не пройшов | Не пройшов | Не пройшов |
| Сахім Салех Мехді    | 200м   | 22,95     | 8     | Не пройшов  | Не пройшов  | Не пройшов | Не пройшов | Не пройшов | Не пройшов |
| Фарук Ахмед Саєд     | 5000м. | 15.11,20  | 18    | Не пройшов  | Не пройшов  | Не пройшов | Не пройшов | Не пройшов | Не пройшов |